# Callianthe cyclonervosa
Callianthe cyclonervosa är en malvaväxtart som först beskrevs av Bénédict Pierre Georges Hochreutiner, och fick sitt nu gällande namn av Donnell. Callianthe cyclonervosa ingår i släktet Callianthe och familjen malvaväxter. Inga underarter finns listade i Catalogue of Life.